# Double Vision
Double Vision är rockgruppen Foreigners andra album släppt 1978 på (Atlantic) och producerades av Keith Olsen.

## Låtlista
1. Hot Blooded (Lou Gramm/Mick Jones) – 4:29
2. Blue Morning, Blue Day (Mick Jones/Lou Gramm) – 3:12
3. You're All I Am (Mick Jones) – 3:24
4. Back Where You Belong (Mick Jones) – 3:15
5. Love Has Taken Its Toll (Lou Gramm/Ian McDonald) – 3:31
6. Double Vision (Mick Jones/Lou Gramm) – 3:44
7. Tramontane (Al Greenwood/Mick Jones/Ian McDonald) – 3:55
8. I Have Waited So Long (Mick Jones) – 4:06
9. Lonely Children (Mick Jones) – 3:37
10. Spellbinder (Lou Gramm/Mick Jones) – 4:49
11. Hot Blooded * (Live) (Lou Gramm/Mick Jones) – 6:57
12. Love Maker * (Live) (Clarke, Reid, Wright) – 6:48

Låt # 11 & 12 är bonusspår på 2002 utgåvan.